# 玉都街道 (昆玉市)
玉都街道，是中华人民共和国新疆维吾尔自治区昆玉市下属的一个街道。

## 行政区划
玉都街道下辖以下地区：
康泰社区、幸福社区。